# Fay (Sarthe)
Fay is een gemeente in het Franse departement Sarthe (regio Pays de la Loire) en telt 505 inwoners (1999). De plaats maakt deel uit van het arrondissement Le Mans.

## Geografie
De oppervlakte van Fay bedraagt 9,4 km², de bevolkingsdichtheid is 53,7 inwoners per km².
De onderstaande kaart toont de ligging van Fay (Sarthe) met de belangrijkste infrastructuur en aangrenzende gemeenten.

## Demografie
Onderstaande figuur toont het verloop van het inwonertal (bron: INSEE-tellingen).
1. ↑  Populations de référence 2022.